# Príncipe de los lirios
El fresco del príncipe de los lirios es un relieve de estuco pintado minoico.
Se trata de una obra en la que se muestra una figura de un joven con cabello largo que aparece con el torso de frente y el resto de perfil, al modo egipcio. Ostenta una adornada gorra de plumas, y un collar. La mano izquierda sostenía algo parecido a una cuerda con la que posiblemente conducía a un animal sagrado. Tiene una altura de 1,20 metros y se considera pertenece al Minoico Reciente II, en torno al año 1470 a. C. por la indumentaria del personaje. Se encuentra actualmente en el Museo Arqueológico de Heraclión, y otra reproducción se halla en el palacio de Cnosos. 

## Hallazgo y reconstrucción
Los fragmentos del fresco fueron encontrados en el palacio de Cnosos por el arqueólogo Arthur Evans en 1901, el cual creyó que representaba un rey-sacerdote, quizá el propio rey Minos. En 1926 Emile Gilliéron hijo trató de reconstruir el fresco de una manera hipotética. Esta reconstrucción ha sido criticada debido, entre otros factores, a la escasez de fragmentos, que además podrían haber formado parte, originalmente, de personajes diferentes. En particular, algunos creen que el torso debió  pertenecer a la figura de un boxeador mientras que la corona podría haber pertenecido a una esfinge. Otros arqueólogos, sin embargo, apoyan la reconstrucción propuesta por Evans y Gilliéron.
|                                     |
| Reproducción del palacio de Knosos. |

|                                                                       |
| Reconstrucción que se conserva en el Museo Arqueológico de Heraclión. |